# 恵野駅

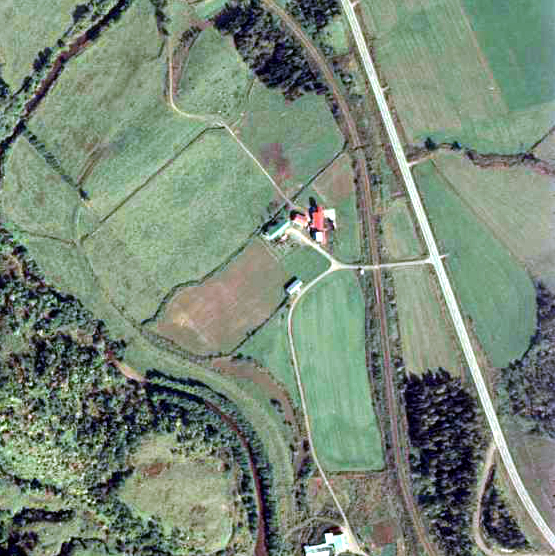
1977年の恵野仮乗降場と周囲約500m範囲。上が中頓別方面。判別し難いが、踏切の下の線路左側に白く見えるのがホーム。踏切脇に待合室の屋根が見える。

恵野駅（めぐみのえき）は、かつて北海道（宗谷支庁）枝幸郡中頓別町字上頓別に設置されていた、北海道旅客鉄道（JR北海道）天北線の駅（廃駅）である。天北線の廃線に伴い、1989年（平成元年）5月1日に廃駅となった。

## 歴史
- 1956年（昭和31年）5月1日 - 日本国有鉄道（国鉄）北見線の恵野仮乗降場（局設定）として開業[1][1][2]。
- 1961年（昭和36年）4月1日 - 路線名が天北線に改称され、それに伴い同線の仮乗降場となる[1]。
- 1987年（昭和62年）4月1日 - 国鉄分割民営化により、北海道旅客鉄道（JR北海道）の駅となると共に旅客駅に昇格[1]。恵野駅となる[1]。
- 1989年（平成元年）5月1日 - 天北線の全線廃止に伴い、廃駅となる[1]。

## 駅構造
廃止時点で、単式ホーム1面1線を有する地上駅であった。
仮乗降場に出自を持つ無人駅となっており、駅舎はないが待合所を有していた。

## 駅周辺
広大な原野が広がっている。
- 国道275号（頓別国道）
- 頓別川[3]
- 宗谷バス天北宗谷岬線「恵野」停留所

## 駅跡
2011年（平成23年）時点で、駅跡地には鉄道関連施設は何も残っておらず、原野となっている。

## 隣の駅
北海道旅客鉄道
天北線
上頓別駅 - 恵野駅 - 敏音知駅